# Subpirineu

Mapa Catalunya Mapa geogràfic de Catalunya assenyalant els principals sistemes morfològics

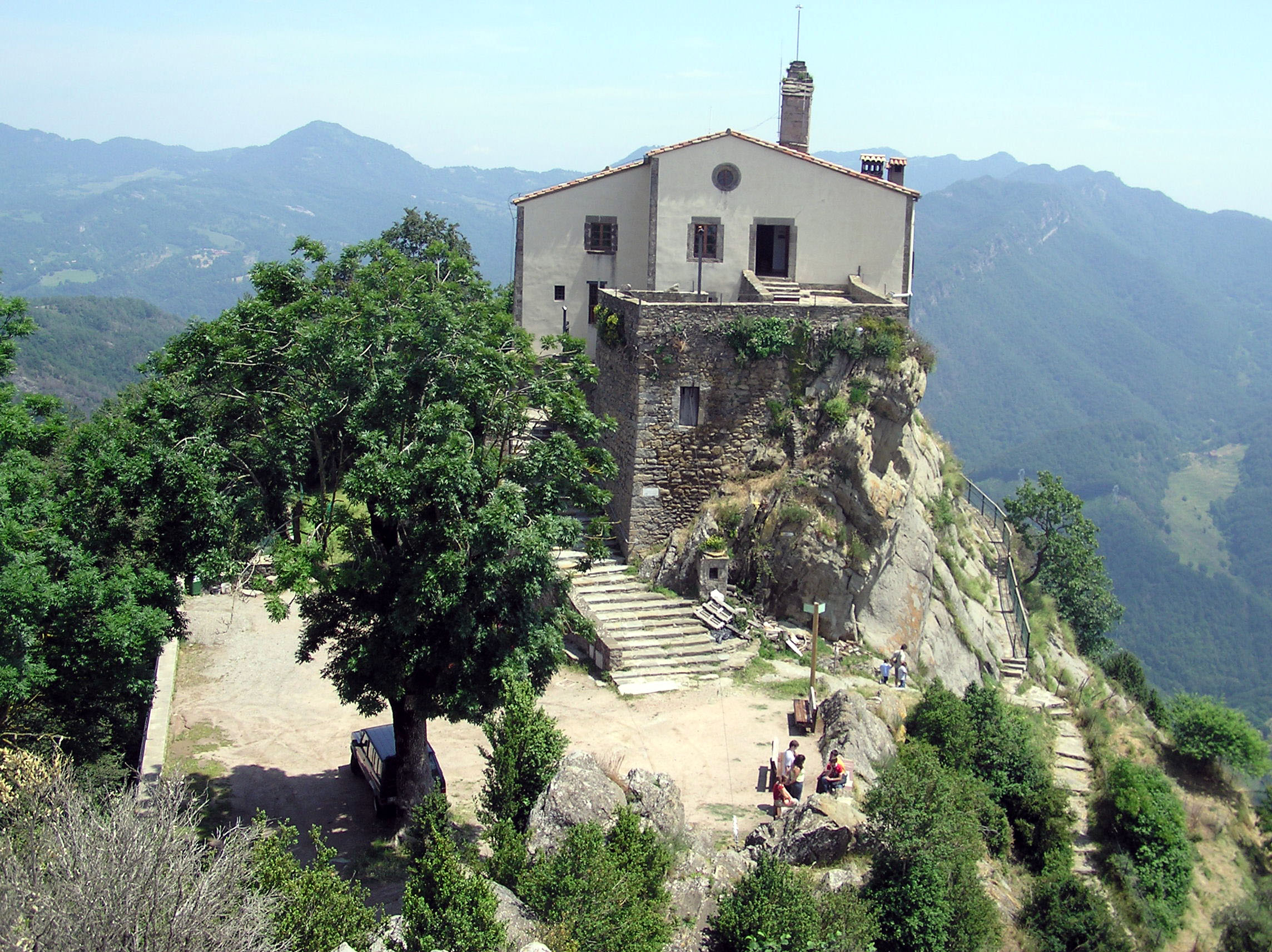
Nostra Senyora de Bellmunt a Sant Pere de Torelló dins de la zona del Subpirineu

El Subpirineu és una zona muntanyosa a Catalunya. Correspon a una secció del peu de muntanya meridional dels Pirineus. Aquesta petita regió es troba a l'extrem oriental dels Prepirineus, a l'oest de la Serralada Transversal, entre el baix Ripollès, el nord d'Osona i una part de l'alta Garrotxa.
El Subpirineu consisteix en una sèrie de serralades paral·leles amb un alineament d'oest a est. Tenen un relleu generalment suau i estan cobertes de bosc mediterrani. El riu Ter talla la zona transversalment entre l'anticlinal de Sant Amand (1,851 m) i de Bellmunt (1,515 m), al petit massís que s'alça damunt de la Plana de Vic.
El terme Subpirineu fou utilitzat per primera vegada l'any 1938 per Lluís Solé i Sabarís. Aquest geògraf i geòleg català justificà la separació del Subpirineu dels Prepirineus i de la Serralada Transversal sobre la base de la composició material de les muntanyes i del caràcter relativament més recent de l'anticlinal, així com de l'evidència de fractures. El nom "Subpirineu" fou sistemàticament acceptat l'any 1958 a l'obra Geografia de Catalunya.